# Shitsama Nyamweya
Sylvia Shitsama Nyamweya (nhũ danh Sylvia Shitsama), là một bác sĩ phẫu thuật thần kinh người Kenya tại Bệnh viện giới thiệu quốc gia Kenyatta. Cô là một trong số ít các bác sĩ phẫu thuật thần kinh trong nước.

## Gia cảnh và giáo dục
Cô sinh ra ở Kenya vào khoảng năm 1985, và theo học tại các trường học Kenya cho giáo dục tiểu học và trung học. Cô được nhận vào Đại học Nairobi, nơi cô học ngành y khoa, tốt nghiệp Cử nhân Y khoa và Cử nhân Phẫu thuật (MBChB). Sau đó vào tháng 10 năm 2008, cô được nhận vào chương trình cư trú phẫu thuật thần kinh tại Bệnh viện Quốc gia Kenyatta, do Đại học Nairobi điều hành. Chương trình, kéo dài ít nhất sáu năm, dẫn đến giải thưởng bằng Thạc sĩ Y học (MMed) về Phẫu thuật Thần kinh. Cô tốt nghiệp với bằng MMed vào tháng 2 năm 2015.

## Kinh nghiệm làm việc
Kể từ khi tốt nghiệp chương trình MMed, cô được chỉ định làm bác sĩ phẫu thuật thần kinh tại Bệnh viện Quốc gia Kenyatta, bệnh viện giới thiệu lớn nhất trong cả nước, cũng là bệnh viện giảng dạy của Trường Y Nairobi. Có hiệu lực từ tháng 1 năm 2016, cô đồng thời làm giảng viên tại Đại học Khoa học Sức khỏe tại Đại học Nông nghiệp và Công nghệ Jomo Kenyatta (JKUAT). Vào tháng 6 năm 2017, cô bắt đầu cung cấp dịch vụ của mình tại Sage Brain and Spine Clinic, đặt tại Trung tâm Hiệp hội Y khoa Kenya ở Nairobi. Cô được báo cáo là đang tìm kiếm tài trợ để tài trợ cho các cư dân ghi danh vào chương trình Thạc sĩ phẫu thuật thần kinh để tăng tuyển sinh và sản lượng của các bác sĩ phẫu thuật thần kinh chuyên khoa.

## Những ý kiến khác
Bác sĩ Sylvia Shitsama tại một số điểm đã từng là thành viên hội đồng quản trị của Hiệp hội Y khoa Kenya Sacco (KMA), chịu trách nhiệm về các vấn đề tín dụng thành viên. Năm 2017, cô được vinh danh trong danh sách "40 phụ nữ dưới 40 tuổi hàng đầu ở Kenya", bởi Tập đoàn truyền thông quốc gia.